# South Norwood
South Norwood is een gebied in het Londense bestuurlijke gebied Croydon, in de regio Groot-Londen.

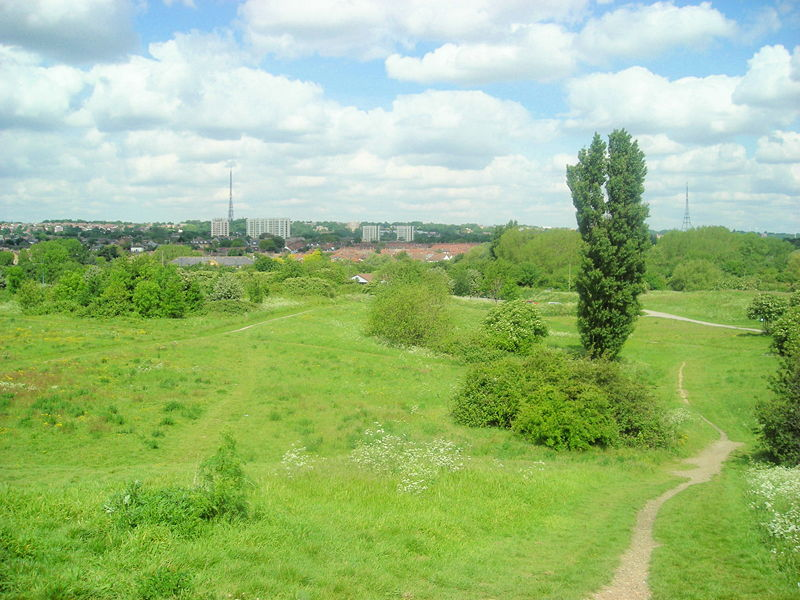
Een sectie van het Park van het Land van Norwood van het Zuiden